# 존 비들
존 비들(John Biddle; 1615년 1월 14일 - 1662년 9월 22일 )은 영국 유니테리언의 아버지로 불리며, 반삼위일체론주의자이며 소시니안주의자이다.
원죄를 부정하고, 영원한 형벌또한 부인하였다. 그리스도론에서 소시니안주의를 따랐으므로, 그리스도의 창조전 존재를 부인하였고, 그리스도의 신성과 성령의 신성을 부인하였다.
존 오언은 그의 저서에서 존 비들과 같은 소시니안주의자들을 비판하였으며 특히, 삼위일체를 부인하는 것에 대하여 반박하였다.

## 저서
- Confession of Faith : 삼위일체를 부정, 그리스도의 신성을 부정, 성자와 성부의 동등됨을 부정.[1]

## 참고사항
- 라코비안 요리문답

1. ↑  Fesko, J. V., 1970-. 《The theology of the Westminster standards : historical context and theological insights》. Wheaton, Illinois. 171쪽. ISBN 978-1-4335-3311-2.